# مرجانيات سداسية
مرجانيات سداسية (الاسم العلمي: Hexacorallia) هي طويئفة، في طائفة زهريات شعاعية.

## أصنوفات
الأصنوفات الأدنى لهذا الكائن:
- كود سباركل
- تحديث القائمة

رتبة
طويئفة:الصفائحيات 
اسم علمي: Tabulata

رتبة:حيوانات زهرية 
اسم علمي: Zoantharia

طويئفة:شقائق أسطوانية وأشباهها 
اسم علمي: Ceriantharia

رتبة:شقائق نعمان البحر 
اسم علمي: Actiniaria

رتبة:مرجانيات صلبة 
اسم علمي: Scleractinia

رتبة
طويئفة:مرجانيات مجعدة 
اسم علمي: Rugosa

رتبة:يسريات 
اسم علمي: Antipatharia

رتبة:Actiniarida 
اسم علمي: Actiniarida

رتبة:Corallimorpharia 
اسم علمي: Corallimorpharia

جنس:Eolympia 
اسم علمي: Eolympia

رتبة:Ptychodactiaria 
اسم علمي: Ptychodactiaria

رتبة:Scleractinida 
اسم علمي: Scleractinida